# St. Veit (Junkersdorf)

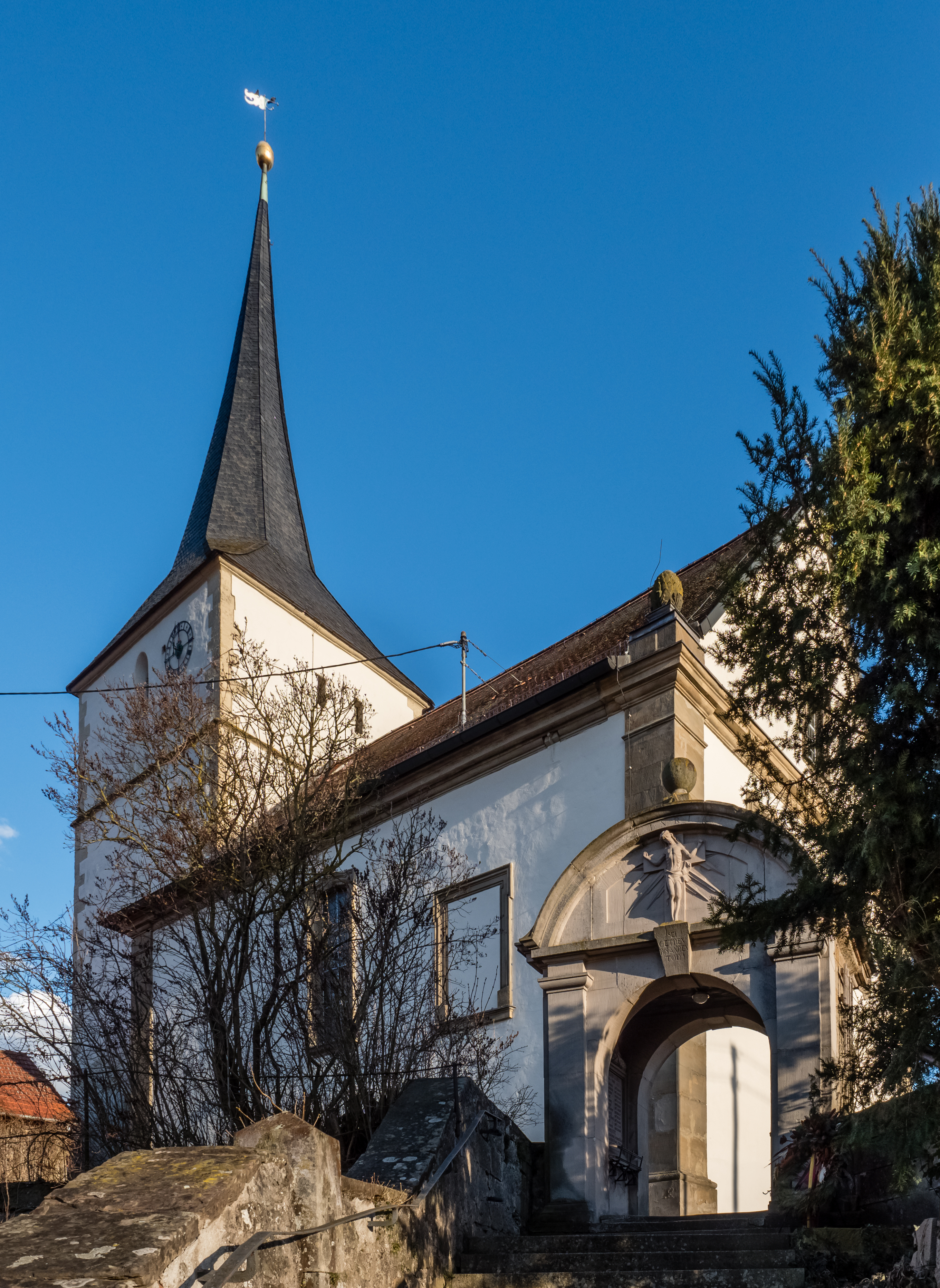
St. Veit in Junkersdorf

Die evangelische, denkmalgeschützte Filialkirche St. Veit steht in Junkersdorf, einem Gemeindeteil der Stadt Königsberg in Bayern im Landkreis Haßberge (Unterfranken, Bayern). Das Turmuntergeschoss und Teile des Langhauses sind frühgotisch. Die Kirche gehört zur Pfarrei Hellengen im Evangelisch-Lutherischen Dekanat Rügheim im Kirchenkreis Bayreuth der Evangelisch-Lutherischen Kirche in Bayern.

## Beschreibung

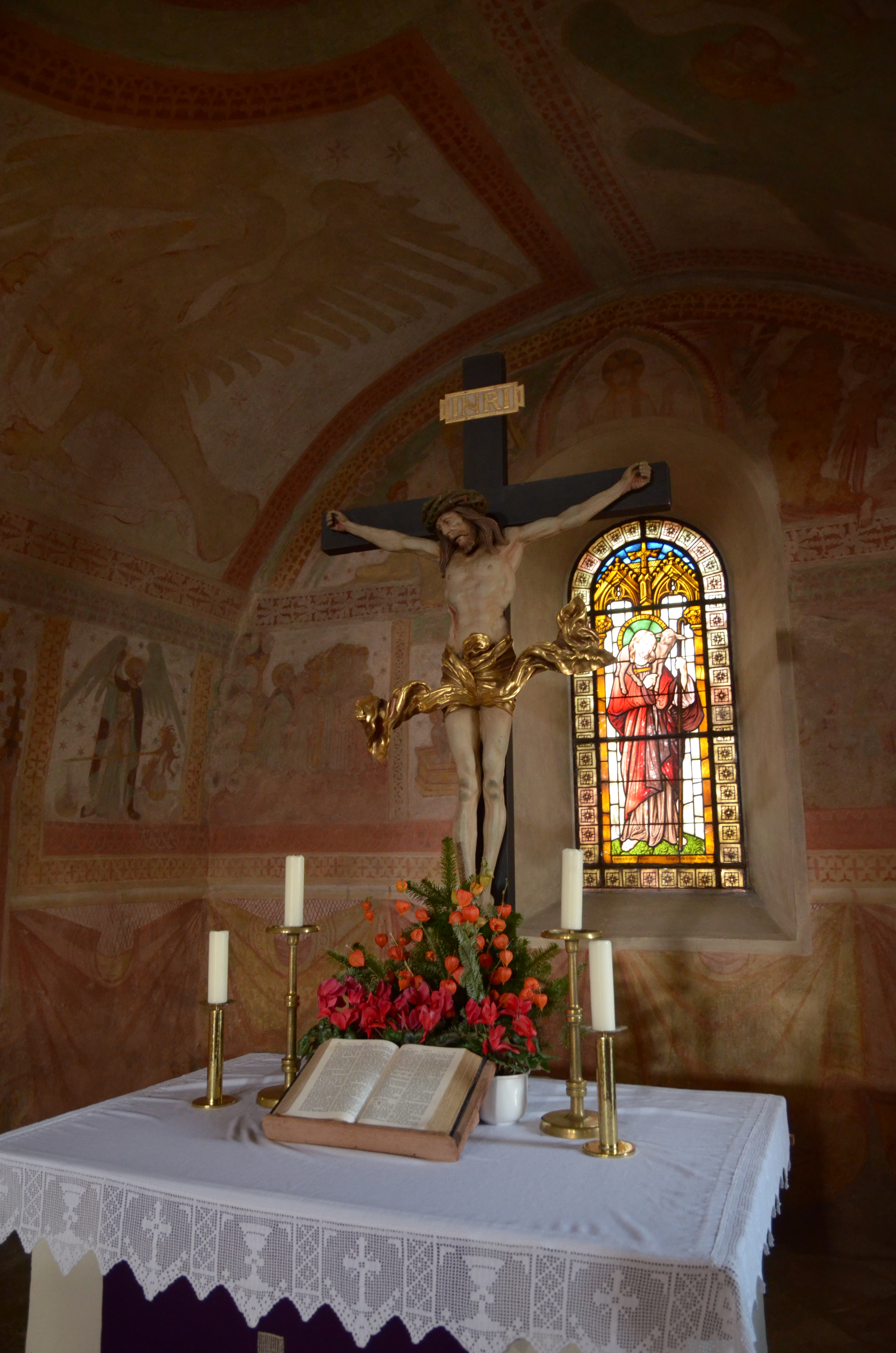
Altar

Der frühgotische Chorturm wurde 1599 aufgestockt. Sein oberstes Geschoss beherbergt die Turmuhr und den Glockenstuhl. Bedeckt wurde er mit einem achtseitigen, schiefergedeckten Knickhelm. Das an ihn angebaute Langhaus wurde 1738 verändert. Im Innenraum des Chors, d. h. im Erdgeschoss des Chorturms, befinden sich Wandmalereien aus der Mitte des 15. Jahrhunderts. Dargestellt wurden das Jüngste Gericht, der Erzengel Michael, der heilige Georg, die heilige Katharina, der heilige Leonhard und der heilige Veit. Im Langhaus zeigen die Malereien den heiligen Christophorus, den heiligen Mauritius, den heiligen Erasmus und die Himmelfahrt der Maria. Auf der Unterseite des Chorbogens ist das Gleichnis von den klugen und törichten Jungfrauen dargestellt. Die Orgel mit 13 Registern, einem Manual und einem Pedal wurde 1848 von Georg Christoph Hofmann gebaut.